# Tate Taylor
Tate Taylor (Jackson, 3 giugno 1969) è un attore, regista, sceneggiatore e produttore cinematografico statunitense.

## Biografia
Nato e cresciuto a Jackson (Mississippi), si è laureato presso la locale University of Mississippi. Inizia la sua carriera nel mondo del cinema verso la fine degli anni novanta, prima come assistente per il film di Joel Schumacher Il momento di uccidere, poi come attore nella commedia Romy & Michelle, che segna il suo debutto. Nel corso della carriera ha preso parte ai film Le spie, The Journeyman e Planet of the Apes - Il pianeta delle scimmie, mentre, per la televisione, è apparso nelle serie televisive Streghe, Six Feet Under e Queer as Folk.
Nel 2003 scrive, dirige, produce e interpreta il cortometraggio Chicken Party, che ha vinto numerosi premi in festival nazionali e internazionali. Nel 2008 scrive e dirige la commedia nera Pretty Ugly People, interpretata da Missi Pyle, Melissa McCarthy e Josh Hopkins. Nello stesso anno recita nel cortometraggio di Adam Shankman Prop 8: The Musical.
Nel 2010 fa parte del cast del pluripremiato Un gelido inverno, di Debra Granik. Sempre nel 2010 decide di adattare per il grande schermo il romanzo L'aiuto, scritto dall'amica d'infanzia Kathryn Stockett, da cui aveva ottenuto i diritti cinematografici del libro prima della sua uscita. The Help esce nelle sale americane il 10 agosto 2011 e rimane al primo posto tra i film più visti per settimane, guadagnando oltre 160 milioni di dollari nei soli Stati Uniti e 211 milioni in tutto il mondo.
Taylor è apertamente gay.

## Filmografia

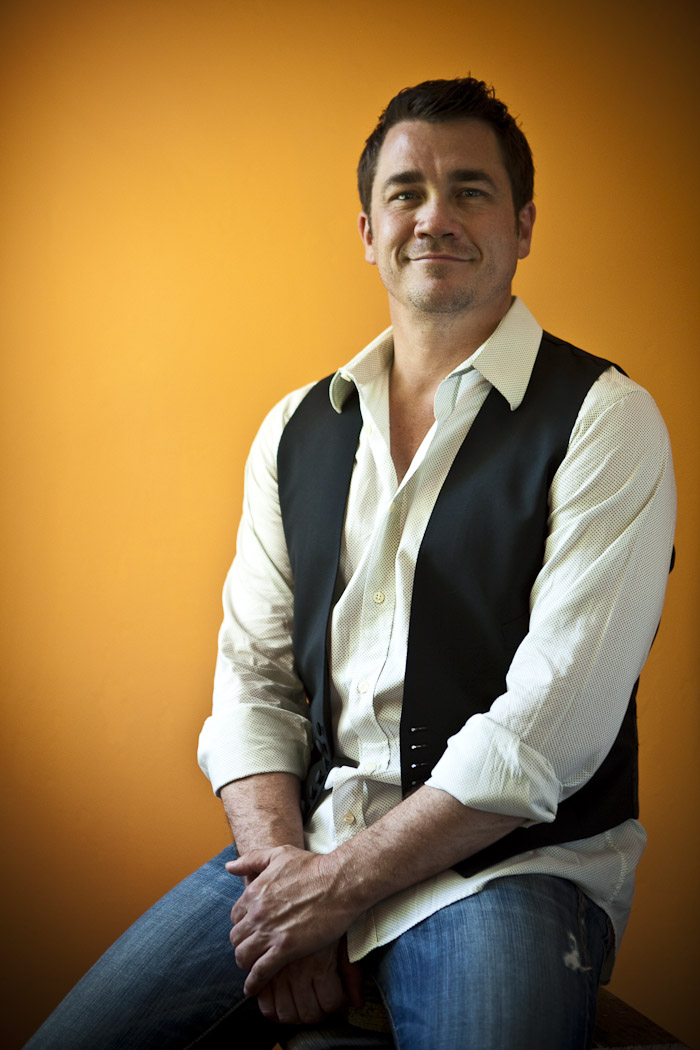
Tate Taylor nel 2011

### Attore

#### Cinema
- Romy & Michelle (Romy and Michele's High School Reunion), regia di David Mirkin (1997)
- The Journeyman, regia di John Crowley (2001)
- Planet of the Apes - Il pianeta delle scimmie (Planet of the Apes), regia di Tim Burton (2001)
- Le spie (I Spy), regia di Betty Thomas (2002)
- Breakin' All the Rules - Amore senza regole (Breakin' All the Rules), regia di Daniel Taplitz (2004)
- Wannabe, regia di Richard Keith (2005)
- Un gelido inverno (Winter's Bone), regia di Debra Granik (2010)
- The Help, regia di Tate Taylor (2011) - Cameo
- Ma, regia di Tate Taylor (2019)

#### Televisione
- Streghe (Charmed) - serie televisiva, 1 episodio (1999)
- Six Feet Under – serie TV, 1 episodio (2001)
- The Drew Carey Show – serie TV, 1 episodio (2002)
- A.U.S.A. – serie TV, 1 episodio (2003)
- Queer as Folk – serie TV, 1 episodio (2005)
- Sordid Lives: The Series – serie TV, 3 episodi (2008)

#### Cortometraggi
- Stick Up, regia di Howard Carey (1997)
- Auto Motives, regia di Lorraine Bracco (2000)
- Chicken Party, regia di Tate Taylor (2003)
- Prop 8: The Musical, regia di Adam Shankman (2008)

### Regista
- Chicken Party (2003) - Cortometraggio
- Pretty Ugly People (2008)
- The Help (2011)
- Get on Up - La storia di James Brown (Get on Up) (2014)
- Grace and Frankie – serie TV, 1 episodio (2015)
- La ragazza del treno (The Girl on the Train) (2016)
- Ma (2019)
- Ava (2020)
- Breaking News a Yuba County (Breaking News in Yuba County) (2021)

### Sceneggiatore
- Chicken Party (2003) - Cortometraggio
- Pretty Ugly People (2008)
- The Help (2011)
- Ma (2019)

### Produttore
- Auto Motives (2000) - Cortometraggio
- Chicken Party (2003) - Cortometraggio
- Pretty Ugly People (2008)
- The Help (2011)
- Grace and Frankie – serie TV, 1 episodio (2015)
- Ma (2019)
- Breaking News a Yuba County (Breaking News in Yuba County) (2021)